# Arboys-en-Bugey
Arboys-en-Bugey é uma comuna francesa na região administrativa de Auvérnia-Ródano-Alpes, no departamento de Maine-et-Loire. Estende-se por uma área de 22,49 km². Em 2010 a comuna tinha 664 habitantes (densidade: 29,5 hab./km²).
A municipalidade foi estabelecida em 1 de janeiro de 2016 e consiste na fusão das antigas comunas de Arbignieu e Saint-Bois.